# 荫生鼠尾草
荫生鼠尾草（学名：Salvia umbratica）是唇形科鼠尾草属的植物，为中国的特有植物。分布在中国大陆的山西、陕西、河北、安徽、甘肃等地，生长于海拔600米至2,000米的地区，多生长在山坡、谷地或路旁，目前已由人工引种栽培。

## 别名
山苏子、山椒子（河北）